# اشکوب‌بندی (پوشش گیاهی)

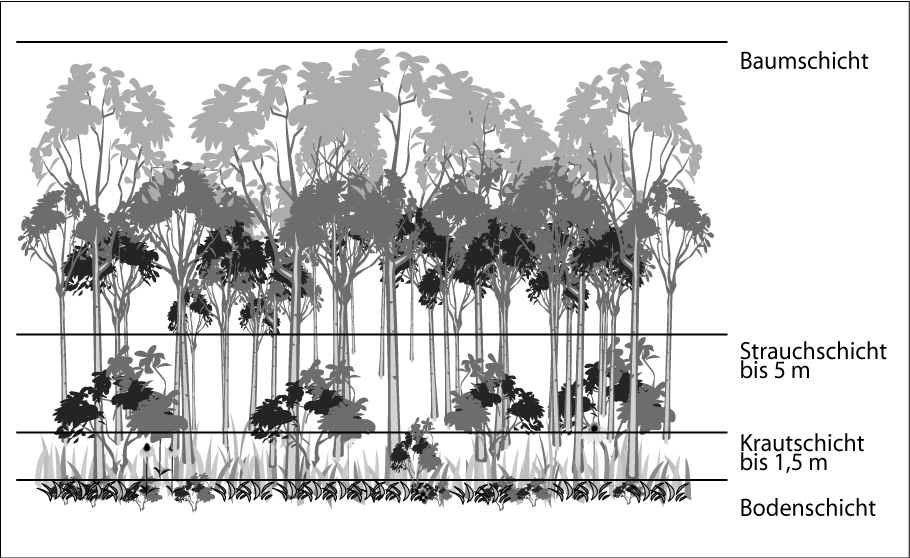
اشکوب‌بندی (طبقه‌بندی لایه‌های عمودی) یک جامعه تا حد زیادی توسط شکل‌های زندگی گیاهان، اندازه، شاخه‌ها و برگ‌های آنها تعیین می‌شود که تحت تأثیر گرادیان عمودی نور است. طبقه‌بندی عمودی پوشش گیاهی در یک جنگل که لایه‌های درخت، درختچه و گیاه و کف جنگل را نشان می‌دهد. این را می‌توان از ارتفاع مختلفی که گیاهان مختلف در آن رشد می‌کنند و لایه‌های عمودی که در اشکوب‌های مربوط به خود تشکیل می‌دهند، دید.

اشکوب‌بندی (Stratification) (مفرد stratum؛ جمع strata)در حوزه بوم‌شناسی و جنگل‌شناسی، به لایه‌بندی عمودی یک زیستگاه گفته می‌شود. چیدمان پوشش گیاهی در لایه‌ها است. لایه‌های پوشش گیاهی را عمدتاً بر اساس ارتفاع‌های متفاوتی که گیاهان در آنها رشد می‌کنند طبقه‌بندی می‌کند. لایه‌های منفرد توسط جوامع مختلف جانوری و گیاهی (زون لایه‌ای) زندگی می‌کنند.